# Кауниайнен
Кауниайнен или Гранкулла (фин. Kauniainen, швед. Grankulla) — город в Финляндии, наряду с городами Хельсинки, Эспоо и Вантаа входящий в так называемый столичный регион.
Площадь города составляет 6 км² (из них 0,12 км² водной поверхности). Численность жителей в 2011 году составляла 8 586 чел (плотность 1 460 чел/км²).
На 2012 год Кауниайнен — наименее дотационный муниципалитет Финляндии, осуществляющий свою деятельность за счёт внутреннего самофинансирования.

## Достопримечательности
На городском кладбище похоронен российский генерал Владимир Фредерикс.